# تلر
تلر (انگلیسی: Teller؛ زادهٔ ۱۴ فوریهٔ ۱۹۴۸) شعبده‌باز اهل ایالات متحده آمریکا است. وی از سال ۱۹۷۴ میلادی تاکنون مشغول فعالیت بوده است. او به همراه پن جیلت گروه دو نفره کمدی-شعبده پن و تلر را تشکیل داده‌اند. تلر معمولاً در بر روی صحنه یا اجرا هیچ حرفی نمی‌زند.
وی همچنین برندهٔ جوایزی همچون جایزه ریچارد داوکینز شده است.

## اوایل زندگی و تحصیلات
تلر، هنرمند معروف شعبده‌باز، در فیلادلفیای پنسیلوانیا به دنیا آمد. او فرزند آیرین بی. (با نام خانوادگی دِریکسون) و اسرائیل مکس "جوزف" تلر بود. پدرش که اصالت روسی-یهودی داشت، در بروکلین نیویورک متولد شد و در فیلادلفیا بزرگ شد. مادرش از یک خانواده کشاورز در دلاوِر بود. آنها به عنوان نقاش در مدرسه هنر "Samuel S. Fleisher Art Memorial" با یکدیگر آشنا شدند. مادرش متدیست بود و تلر نیز "نوعی متدیست نیمه‌کاره" بزرگ شد. او در سال ۱۹۶۵ از دبیرستان مرکزی فیلادلفیا فارغ‌التحصیل شد و در سال ۱۹۶۹ مدرک لیسانس هنر خود را در رشته مطالعات کلاسیک از کالج اَمهرست دریافت کرد. پس از آن، او به عنوان معلم لاتین در دبیرستان مشغول به کار شد.

## تغییر نام و فعالیت حرفه‌ای
در مقطعی، تلر نام خود را به‌طور قانونی به نام تک‌واژه‌ای "تلر" تغییر داد، که نام خانوادگی او بود. طبق گزارش‌ها، او حداقل از قبل از تشکیل گروه "Asparagus Valley Cultural Society" در سال ۱۹۷۵، از این نام به صورت حرفه‌ای استفاده می‌کرد. تا دسامبر ۲۰۰۰، او گزارش داد که حتی والدینش نیز او را تلر صدا می‌کردند. تلر پیش از فعالیت حرفه‌ای در شعبده‌بازی، به تدریس زبان‌های یونانی و لاتین در دبیرستان لارنس در لارنس‌ویل، نیوجرسی مشغول بود. در سال ۲۰۰۱، او به تالار مشاهیر دبیرستان مرکزی فیلادلفیا راه یافت.

## وضعیت سلامت
در سال‌های ۲۰۱۸ و ۲۰۱۹، تلر در طول ۱۸ ماه سه عمل جراحی کمر انجام داد. در اواخر سپتامبر ۲۰۲۲، او تحت عمل جراحی قلب با چهار بای‌پس قرار گرفت.

## همکاری هنری و شهرت
تلر، هنرمند مشهور شعبده‌باز، فعالیت حرفه‌ای خود را با دوستش ویر کریسمر در گروهی به نام «انجمن یادبود اُتمار شوک برای حفظ موسیقی‌های عجیب و چندش‌آور» آغاز کرد. او در سال ۱۹۷۴ با پن جیلیت آشنا شد و به همراه کریسمر، گروه سه‌نفره «انجمن فرهنگی دره مارچوبه» را تشکیل دادند که فعالیت خود را در جشنواره رنسانس مینه سوتا آغاز کرد و سپس در سان فرانسیسکو به اجرا پرداختند. در سال ۱۹۸۱، جیلیت و تلر منحصراً به صورت دو نفره با نام Penn & Teller به اجرا پرداختند که این همکاری تا به امروز ادامه دارد. در ۵ آوریل ۲۰۱۳، پن و تلر با دریافت یک ستاره در پیاده‌روی مشاهیر هالیوود در رده اجرای زنده تقدیر شدند. روز بعد نیز، آنها توسط Magic Castle با جایزه «شعبده‌بازان سال» مورد قدردانی قرار گرفتند.
تلر به ندرت در حین اجرا صحبت می‌کند، اما در سایر زمینه‌ها، مانند مصاحبه‌ها، به‌طور معمول صحبت می‌کند. سکوت او به عنوان یک نشان تجاری، از دوران جوانی او نشأت می‌گیرد، زمانی که با اجرای شعبده‌بازی در مهمانی‌های دانشجویی زندگی خود را تأمین می‌کرد. او متوجه شد که اگر در طول اجرای خود سکوت کند، تماشاگران از پرتاب نوشیدنی و متلک‌پرانی خودداری می‌کنند و بیشتر به اجرای او توجه می‌کنند.

## فعالیت‌های نویسندگی
تلر در سه کتاب شعبده‌بازی با جیلیت همکاری کرده و همچنین نویسنده کتاب "When I'm Dead All This Will Be Yours!: Joe Teller – A Portrait by His Kid" (۲۰۰۰) است که یک زندگی‌نامه/خاطره از پدرش محسوب می‌شود. این کتاب شامل نقاشی‌های پدرش و ۱۰۰ کارتون منتشر نشده است که به شدت تحت تأثیر "Grin and Bear It" اثر جورج لیچتی بوده‌اند. این کتاب مورد تحسین "Publishers Weekly" قرار گرفت. "صحنه‌های با ظرافت مشاهده شده از زندگی خیابانی فیلادلفیاً اثر پدر تلر در سال ۱۹۳۹ خلق شدند. تلر و پدرش پس از باز کردن جعبه‌هایی از نامه‌های قدیمی که تلر با صدای بلند آنها را خواند (و برای اولین بار در مورد دوره‌ای از زندگی والدینش که هیچ چیز از آن نمی‌دانست، مانند اینکه نام پدرش در واقع اسرائیل مکس تلر بوده است، اطلاعات کسب کرد)، "خاطراتشان به جریان افتاد و داستان‌ها سرازیر شدند". ماجراهای پدرش به عنوان ولگرد در دوران رکود بزرگ، او را به سفرهایی در سراسر ایالات متحده، کانادا و آلاسکا کشاند و تا سال ۱۹۳۳، برای مطالعه هنر به فیلادلفیا بازگشت. پس از آشنایی جو و آیرین در کلاس‌های شبانه هنر، آنها ازدواج کردند و جو نیمه‌وقت به عنوان یک دستیار ویراستار در "Philadelphia Inquirer" کار می‌کرد. هنگامی که "Inquirer" کارتون‌های او را رد کرد، درست با شروع جنگ جهانی دوم، او به سمت هنر تبلیغات روی آورد. تلر همچنین یکی از نویسندگان مقاله "توجه و آگاهی در شعبده‌بازی صحنه: تبدیل ترفندها به تحقیق" است که در "Nature Reviews Neuroscience" (نوامبر ۲۰۰۸) منتشر شد. در سال ۲۰۱۰، تلر نمایشنامه "Play Dead" را نوشت، که "بازگشتی به نمایش‌های ترسناک دهه‌های ۱۹۳۰ و ۴۰" بود و از ۱۲ تا ۲۴ سپتامبر در لاس وگاس اجرا شد و سپس در خارج از برادوی در نیویورک به روی صحنه رفت. ستاره این نمایش، هنرمند اجراهای عجیب و شعبده‌باز تاد رابینز بود.

## کارگردانی و فیلم‌سازی
در سال ۲۰۰۸، تلر و آرون پازنر به‌طور مشترک نسخه‌ای از نمایشنامه مکبث را کارگردانی کردند که تکنیک‌های شعبده‌بازی صحنه‌ای را در صحنه‌های مربوط به "سه جادوگر" گنجانده بود. در سال ۲۰۱۴، تلر و پازنر به‌طور مشترک نسخه‌ای از نمایشنامه طوفان را کارگردانی کردند که باز هم از شعبده‌بازی صحنه‌ای استفاده می‌کرد؛ تلر در مصاحبه‌ای اظهار داشت که "شکسپیر یک نمایشنامه دربارهٔ یک شعبده‌باز نوشته است، و به نظر می‌رسید زمان آن رسیده است که این موضوع با تمام قابلیت‌های شعبده‌بازی مدرن در تئاتر محقق شود." در سال ۲۰۱۸، تلر و پازنر به‌طور مشترک یک تولید کاملاً جدید از مکبث را در تئاتر شکسپیر شیکاگو در شیکاگو، ایلینوی، طراحی و کارگردانی کردند. در سال ۲۰۲۲، تئاتر "Round House" اقتباس تلر و پازنر از "طوفان" را به روی صحنه برد و به‌طور موقت یک نسخه ویدیویی از آن را برای خرید و پخش آنلاین در دسترس قرار داد. تلر همچنین یک فیلم مستند بلند به نام تیم ورمر را کارگردانی کرد که در سال ۲۰۱۴ منتشر شد. او و جیلیت به عنوان تهیه‌کنندگان اجرایی این فیلم فعالیت کردند و توزیع آن بر عهده Sony Pictures Classics بود.